# Palatul Facultății de Drept

„Eliberarea unui sclav în faţa magistraţilor din Forul roman” basorelief de Mac Constantinescu, Palatul Facultății de Drept aripa din stânga

„Justinian înconjurat de magistraţi” basorelief de Mac Constantinescu, Palatul Facultății de Drept aripa din dreapta

Palatul Facultății de drept este o clădire din București, situată pe bulevardul Mihail Kogălniceanu 36-46, care găzduiește Facultatea de Drept a Universității din București precum și Colegiul Juridic Franco-Român de Studii Europene. 

## Clădirea
Cu sprijinul regelui Carol al II-lea, decanul Nicolae Basilescu a inițiat o campanie de strângere de fonduri, astfel că în 1934 au început lucrările la Palatul Facultății de Drept, după planurile arhitectului Petre Antonescu, construcția, în stilul Art Deco, fiind finalizată după numai 2 ani, în 1936.
Accesul în corpul central se face pe o scară largă. Fațada este ritmată de pilaștri înalți. În golurile dintre pilaștri de află uși de intrare în clădire. Deasupra ușilor sunt așezate statui care îi înfățișează pe marii juriști din antichitate: Licurg, Solon, Cicerone, Papinian și Justinian, realizate de sculptorii Ion Jalea și Costin Georgescu.
Pe corpurile de clădire laterale sunt dispuse basoreliefuri sculptate de Mac Constantinescu, ale căror subiecte sunt: pe stânga „Eliberarea unui sclav în fața magistraților din Forul roman“, pe dreapta „Justinian înconjurat de magistrați”. De remarcat că la inaugurare pe frontispiciu scria „Facultatea de Drept” în timp ce astăzi scrie „Universitatea”.
Clădirea a fost ridicată în mijlocul fostului teren de sport Romcomit, devenit un parc cu o vegetație bogată. Corpul central al palatului este dominat de marea sală circulară, Aula Magna, cu un diametru de 28 m și o înălțime de 17 m.
Deasupra scenei din Aula Magna a Palatului Facultății de Drept este inscripționat următorul text:
Acest locaș închinat culturii juridice și statornicirii spiritului de dreptate s-a clădit între anii 1934-1936 prin sârguința profesorilor și prin contribuția și jertfele tineretului studios al Facultății de Drept.